# Storthyngura parka
Storthyngura parka là một loài chân đều trong họ Munnopsidae. Loài này được Malyutina & Wägele miêu tả khoa học năm 2001.